# College das Montanhas Rochosas
O College das Montanhas Rochosas (CNC) é uma faculdade comunitária pública canadense, localizada no canto sudeste da Colúmbia Britânica, Canadá. O campus principal fica em Cranbrook, com campi regionais em Creston, Fernie, Golden, Invermere e Kimberley.